# Olofern
În Cartea Iuditei, Olofern (ortografiat și Holofern, în greacă Ὀλοφέρνης, în ebraică הולופרנס) a fost un general al împăratului asiriano-babilonian Nabucodonosor. 

## Povestirea

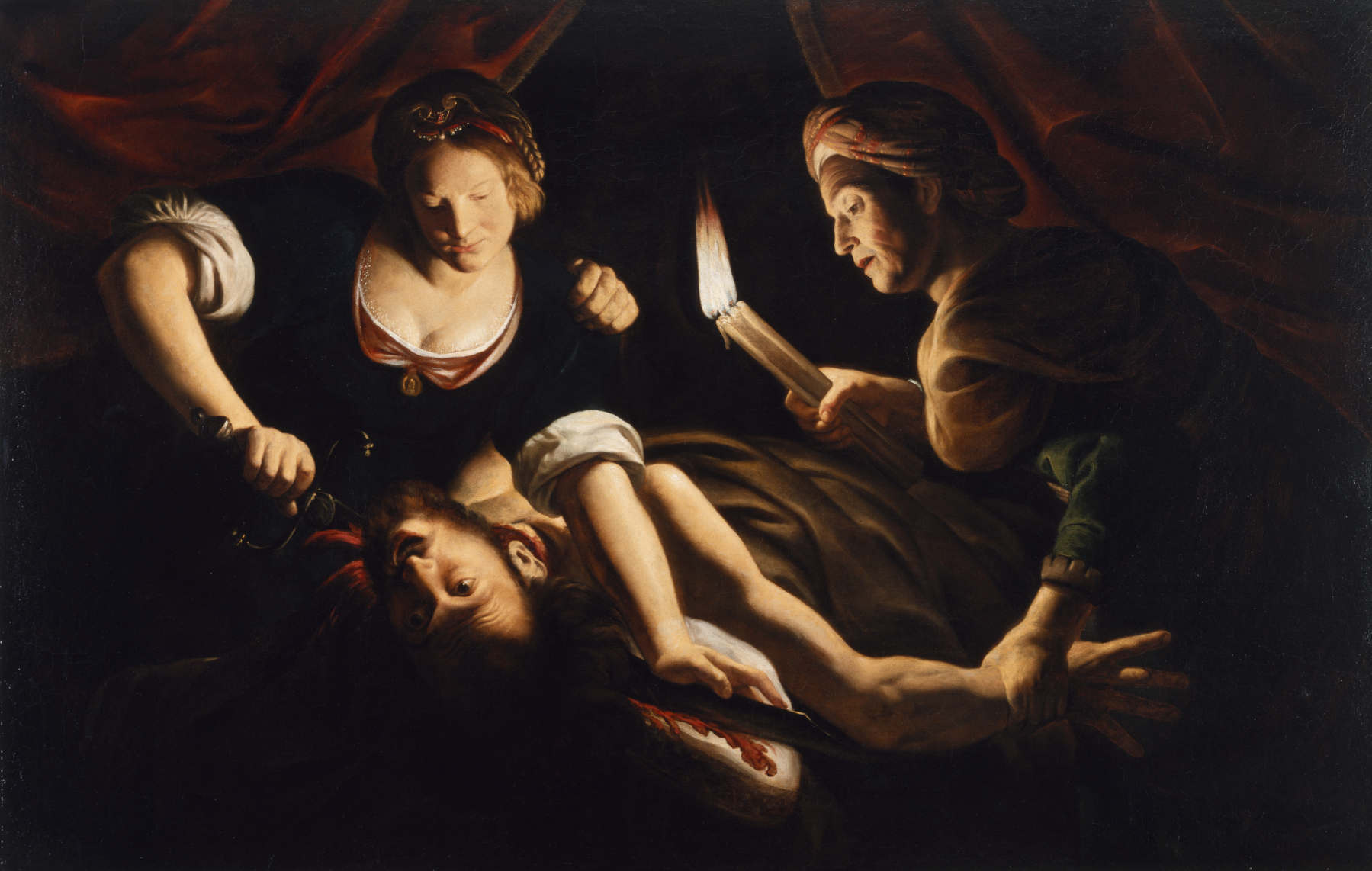
Iudita decapitându-l pe Olofern de Trophime Bigot (circa 1640). (Muzeul de Artă Walters)

Împăratul l-a trimis pe Olofern să se răzbune pe popoarele din vest care nu s-au supus poruncilor sale. Olofern a ocupat toate popoarele ce locuiau de-a lungul țărmului mării și a distrus templele și statuile tuturor zeilor, astfel încât toate popoarele să i se închine numai lui Nabucodonosor. Olofern a fost avertizat de Ahior, căpetenia fiilor lui  Amon, să nu atace poporul evreu. Olofern și dregătorii lui s-au înfuriat pe Ahior și l-au dojenit, insistând că nu există alt dumnezeu în afară de Nabucodonosor.
Generalul a asediat Betulia, considerat, de obicei, a fi Meselieh, iar orașul aproape că i s-a predat. Avansul lui Olofern a întrerupt alimentarea cu apă a Betuliei. Oamenii și-au pierdut încrederea în victorie și au încercat să-l convingă pe Oziaș și pe conducătorii lor să predea cetatea. Conducătorii i-au rugat să mai aștepte cinci zile, sperând în ajutorul lui Dumnezeu.
Betulia a fost salvată de Iudita, o frumoasă evreică văduvă care a intrat în tabăra lui Olofern și l-a sedus. Ea l-a decapitat apoi pe Olofern în timp ce acesta era beat și s-a întors în Betulia cu capul retezat al generalului inamic, iar evreii i-au învins pe asirieni. Versiunile evreiești ale poveștii din Megillat Antiochus și Cronicile lui Jerahmeel îl identifică pe Olofern cu Nicanor, de unde numele „Olofern” în versiunea greacă ar fi un nume în mod deliberat criptic similar cu utilizarea lui „Nabucodonosor” pentru Antioh al IV-lea.
Olofern apare în Povestirea călugărului din Povestirile din Canterbury ale lui Geoffrey Chaucer și în Purgatoriul lui Dante (unde Olofern este găsit pe Terasa Mândriei, ca un exemplu de „mândrie aruncată jos”, XII.58-60). Ca subiect al pictorului, ea oferă șansa de a realiza un contrast între carnea și bijuteriile unei femei frumoase și atrăgătoare și victima hidoasă, o paralelă deuterocanonică cu secvența Iaelei din Biblia ebraică, la fel ca în vinieta din Noul Testament a Salomeei cu capul lui Ioan Botezătorul.

## Galerie de imagini

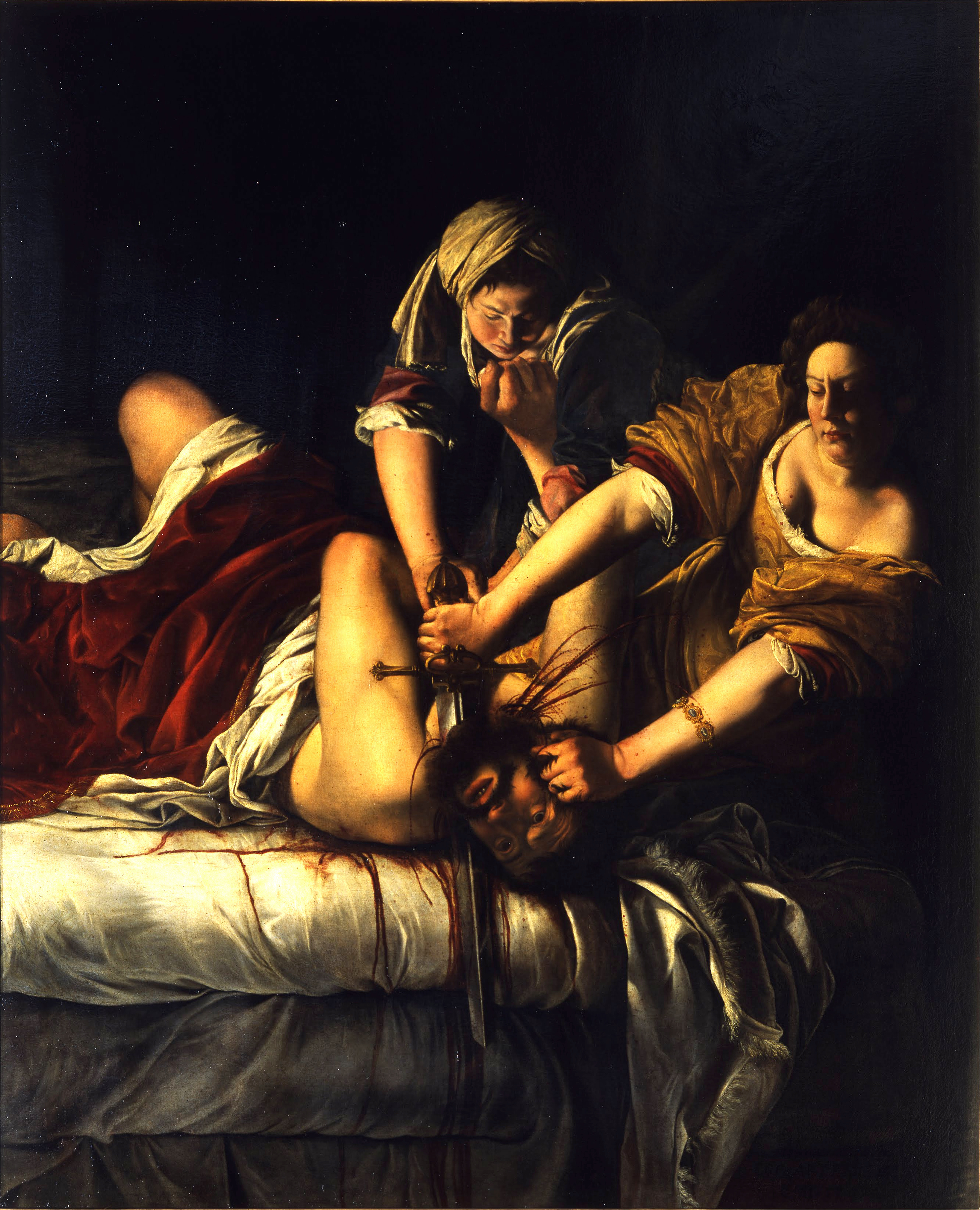
Iudita îl decapitează pe Olofern (pictură de Artemisia Gentileschi)
Iudita îl decapitează pe Olofern (pictură de Caravaggio)
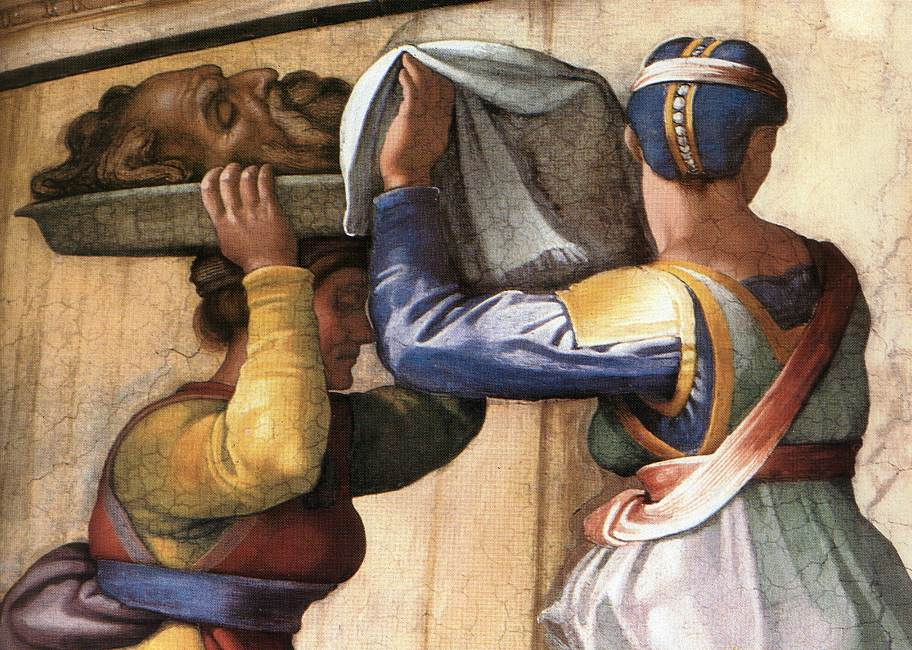
Autoportretul lui Michelangelo ca Olofern, al cărui cap este purtat pe o tavă de Iudita (Capela Sixtină, Vatican)